# 音高

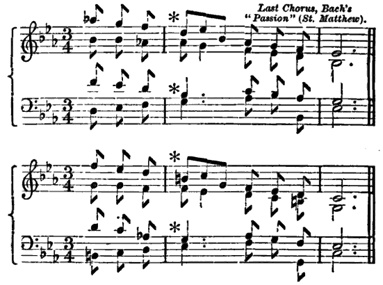
In musical notation, the different vertical positions of notes indicate different pitches. &

音高（英語：pitch）在音樂領域裡指的是人類心理對音符基本頻率之感受。

## 對音高的感知
雖然不同樂器的頻譜不同，但国际标准樂器演奏中央区的A音符基頻為440Hz，因此所感受之音高皆同。此外，即使頻率有些許改變，聽者感受之音高未必改變，但若音高改變通常意味頻率亦改變。事實上，最小可覺差（just noticeable difference，此為一個臨界值，指可被感受到的音高變化量）大約等於五音分（也就大約等於半音的百分之五），但是其會隨著人耳可聽頻率的不同而改變，且同時比較兩個音高會更為精確。一般，某些相似的音高亦會迷惑聽覺系統，導致聽覺錯覺產生。其中的例子包括三全音矛盾和谢泼德音调。

## 標準音高
中央区的A音符發出的頻率為440Hz（表示成「A=440Hz」，或是「A440」），通常被當作「標準音高」。但歷史上並非一開始就是以A440做為標準音高（參見西方音樂音高標準演進一節）。而音高通常是人類對音樂最基本的觀點。

## 音高標記

Note frequencies, four-octave C major diatonic scale, starting with C_{1}.

音高通常使用科學音高記號法或使用結合字母與數字（用以表示基頻）而成的記錄法。舉例而言，「A4」或「A440」都用來表示中央C上的A音符。然而，這樣的記譜法會造成兩個麻煩。首先，在西方十二平均律中，一個音的稱呼法並不是唯一的，比如「重升G4」所指的音高其實就是「A4」。另外，人類對音高的感受與基頻成對數性的：對人耳而言，「A220」到「A440」之間的差距跟「A440」到「A880」之間相同。
為了避免這些問題，音樂理論家有時候利用數位尺度，將一個數字與基頻之間的對數關係表達一個音的音高。比方說，我們可以由廣為使用的MIDI標準，將基頻{\displaystyle f}對應成一數字{\displaystyle p}
{\displaystyle p=69+12\times \log _{2}{\left({\frac {f}{440}}\right)}}
當然我們也可用這數字{\displaystyle p}由下列的方程式轉換回基頻{\displaystyle f}
{\displaystyle f=440\times 2^{(p-69)/12}}
此方程式創造了一線性的音高空間，每一個八度大小都是12，半音（在鋼琴上相鄰的兩個鍵所擁有的音程）之間則相差1，至於「A440」的號碼則指定為69。在這個空間中的距離與心理學實驗得到的音樂距離相符，而且這個表示法也被音樂家接受。這個系統具有一定程度的彈性，可以用來表示一個在標準鋼琴鍵盤上不存在的音。例如，若要表示C（60）與C#（61）中間的音高時，我們可以標示為60.5。

## 改變音高
音高可以由多種不同的性質，如高或低、斷或續、是否隨時間改變（稱為啁啾，若有，則以何種方式改變，如滑奏、滑音、震音等）以及可定或不定…等來定義。在音樂上，音高與其他音高之間的關係比起音高本身的頻率多少來得重要。兩個音的關係可以用比例或者是之間的頻率差距（以分表示）來代表。可以明確感受到這些關係的人稱為擁有相對音感，至於能夠感知一音高的頻率高低而不假其他音高的人則被稱為擁有絕對音感。

## 音程
一個音符在音階裡的相對音高可以利用調律系統決定。在西方，12音符的半音音階是最常用的方法，再加上十二平均律，就構成了目前最常使用的調律音程。在這調律中，兩個相接鄰的音高頻率比為12次根號2（{\displaystyle {\sqrt[{12}]{2}}}，大約為 1.05946）。在平均律（well temperament）系統（在巴哈的時代中被廣泛使用）中，也存在有不同的調律（簡而言之，平均律為一種建立調律的原則，而十二平均律則為符合平均律的調律的一種，詳情請參考相關條目）。幾乎在所有的調律系統內，都有一個音程是相同的，那就是八度，兩個相差八度的音其頻率必定相差一倍。舉例而言，若中央C上的A為440Hz，則高八度的則為880Hz。

## 其他調律系統中的音高
在無調性、十二音技法及樂集理論中，一個“音高”乃是一個特殊頻率，而一個音高集合是此頻率的所有八度。音高在這些系統中使用整數命名，用來避免八度的混淆以及異名同音的問題。比方說，C♯和D♭是同一個音卻擁有不同的名字，而C4與C5名字相似，但差了一個八度。
離散的音高在某種層面上擁有舉世皆然的標準，然而連續性的音高則否。但是離散音高中也有例外，如"tumbling strains"及"indeterminate-pitch chants"。大部分的文化都採用這種離散性的音高，但是其參考的標準則有所差別。

## 西方音樂音高標準演進
歷史上，人類使用過許多不同的頻率來當作音高的基準。而且人類也發明了許多不同的音高系統，由基準音高出發定義其他音高的頻率。

### 19世紀前
在19世紀前，人類並沒有在標準化音高上下過很大的努力，因此在歐洲內音高的標準差異極大。這個差異不只存在於兩國之間或兩個時代之間，甚至在同一個城市中都有可能不同。舉例而言，一個17世紀的英國教堂管風琴，使用的音高可能就比同城市中平民使用的鍵盤樂器低了五個半音。
就算在同一個教堂中，隨著時間的流逝，管風琴在經過調音以後其音高也會與過去不同。簡單來說，管風琴管的末端可能被敲擊成內彎如錐體或外彎如漏斗，前者提高音高，後者則降低。經過不斷的調音後這些管子漸漸有所磨損，因此需要截除一部份，此舉更會將整台管風琴的音準提高。
藉由檢驗過去的音笛、管風琴或其他樂器，我們可以瞭解一些關於音高的更迭。舉例而言，在1720年的英國音笛演奏中央A的頻率為380赫茲，而巴赫在漢堡市、萊比錫及魏瑪等地使用的管風琴則以480赫茲表示同一個音符，這兩者約差四個半音。換句話說，1720年的英國音笛演奏的A音在巴赫的時代，會被認為是F音。
自18世紀早期，音叉（於1711年發明）的使用確實為音高帶來了一個可靠的標準，然而差異仍然無法避免。比方說，韓德爾在1740年使用對應為A音的音叉，其頻率為422.5赫茲，但在1780年時他使用同樣對應A的音叉則有不同的頻率：409赫茲，後者低了將近一個半音。不過，到了十八世紀末，中央C上的A所使用的頻率漸漸地演進成在400赫茲到450赫茲之間。
上面提到的頻率乃是經過現代儀器測量所得，當時的音樂家並沒有方法得到如此準確的數值。雖然馬蘭·梅森在16世紀早期便對聲音的頻率有了初步的瞭解，直到十九世紀，在德國物理學家約翰·施布雷在1830年所做的努力之前，人們都沒有足夠精確的科學方法測量頻率。至於用赫茲取代每秒循環次數（cps, cycles per second），則是直到20世紀才做出的改變。

#### 音域擴展
隨著歷史發展，樂器有了顯著的成長，伴隨此成長，音高也有升高的趨勢。這種「音域擴展」可能來自於樂器間的競爭，每個樂器都希望能夠發出相較於對手更美麗、超凡的音色。此趨勢對於管樂器工匠們亦然，一位工匠後期製造的樂器通常比起他之前的作品有著更高的音高。
然而音域的擴展對音樂作品而言只是一個麻煩，因為記譜法便決定了作品的音高。也因此，在西方音樂歷史中，結合了大量管樂器及使用記譜的作品一直大大限制了音域擴展這個事情。
經過一些事件後，音域擴展這件事變得越來越不可收拾使得人們必須找出解決辦法。17世紀初，麥可·普萊托里士在他的百科全書：Syntagma musicum中提到這件事情的影響，由於音域實在太高，歌手在吟唱時喉嚨都因此嚴重縮緊，而魯特琴家與六弦古提琴手也常常抱怨那些斷裂的弦。在這裡面他陳述的音域代表當時的狀況，德國，至少在他所居住的區域，音域比起現在至少比起現在高了小三度（也就是三個半音）。解決辦法林散且區域性，不過一般都涉及到對人聲、管風琴（"Chorton"）以及室內樂（"Kammerton"）建立個別的音高標準。對於那些結合其中兩者的作品，如在一個清唱套曲中，歌手與樂手在表演時可能基於不同的調上。這個系統讓音域擴展這個問題在兩個世紀內漸漸失去能見度。
直到管弦樂團出現後，音域擴展又出現在歷史的眼光之下。我們可以藉由音叉的改變來發現音高的提升。在1815年，德勒斯登歌劇院中使用的A頻率為423.2赫茲，七年之後，同一個地方使用的A音卻升高為435赫茲。在米蘭的斯卡拉大劇院中，這個中央C上的A甚至高到451赫茲。

### 十九與二十世紀的標準
對於音高提升的現象最大的反對勢力來自於歌手，他們抱怨這樣的趨勢只是增加他們聲音的緊張。由於他們的反對，法國政府在1859年2月16日通過了一個法案定義中央C上的A為435赫茲。這是把音高尺度標準化的第一個嘗試，法文稱為diapason normal（標準音域）。這個標準之後在法國之外也非常流行，隨著時間發展它漸漸從法國音高、大陸音高，最後甚至被稱為國際音高。（然後後者應與下面提到的1939年定義之「國際標準音高」分別。）
這個標準音域使得中央C的頻率調整為約258.65赫茲。而另有一個稱為「哲學的」或「科學性音高」的音高標準，把中央C定義為256赫茲（也就是28 Hz），為此必須把A音調為約430.54赫茲。由於此法提供了一些數學上的便利，所有的C音都是二的正整数次方（'C＝32、C＝64、c＝128、c'＝256），因此也得到了些支持者。不過比起A = 435赫茲，此法並沒有得到官方的認可，也因此沒有被大量採納、使用。此種頻率規格即稱為「物理學音高（physical pitch）」。
1939年國際標準委员会(International Federation of the National Standardizing Associations)在伦敦将a1國際標準音高(Standard ISO 16)定为440赫茲，但現今已有部份調音的標準音高改使用442赫茲。

## 如何改變一個振動的弦的音高
改變一個振動的弦音高的方法有三種。弦樂器通常採用改變張力的方法，因為改變長度或單位長度質量的方法需要對樂器本身做改變，並不實際。

### 長度
弦越長，則音高越低；反之若弦越短，則音高越高。因此我們可以藉由調整弦的長短來調整音高。這項關係主要是由於弦震動所發出的頻率與它的長度成反比：
{\displaystyle f\propto {\frac {1}{l}}}
因此兩條其他方面條件相同的弦，若其中一條為另外一條的兩倍長，則他的頻率則是另外一條的一半（也就是低了八度）。

### 張力
改變弦的張力也可以改變音高。若一條弦的張力越少（越鬆）則它所產生的音高越低，反之若張力提高，則音高提高。弦發出的頻率與張力的平方根成正比：
{\displaystyle f\propto {\sqrt {T}}}

### 密度
在改變一條弦密度的同時，也會改變它所發出的音高。頻率與密度的平方根成反比：
{\displaystyle f\propto {1 \over {\sqrt {\rho }}}}

## 音高頻率表
| 頻率，單位為赫茲。括號內為距離中央C（261.63赫茲）的半音距離。 | 頻率，單位為赫茲。括號內為距離中央C（261.63赫茲）的半音距離。 | 頻率，單位為赫茲。括號內為距離中央C（261.63赫茲）的半音距離。 | 頻率，單位為赫茲。括號內為距離中央C（261.63赫茲）的半音距離。 | 頻率，單位為赫茲。括號內為距離中央C（261.63赫茲）的半音距離。 | 頻率，單位為赫茲。括號內為距離中央C（261.63赫茲）的半音距離。 | 頻率，單位為赫茲。括號內為距離中央C（261.63赫茲）的半音距離。 | 頻率，單位為赫茲。括號內為距離中央C（261.63赫茲）的半音距離。 | 頻率，單位為赫茲。括號內為距離中央C（261.63赫茲）的半音距離。 | 頻率，單位為赫茲。括號內為距離中央C（261.63赫茲）的半音距離。 | 頻率，單位為赫茲。括號內為距離中央C（261.63赫茲）的半音距離。 |
| 八度→ 音名↓                                                   | 0                                                             | 1                                                             | 2                                                             | 3                                                             | 4                                                             | 5                                                             | 6                                                             | 7                                                             | 8                                                             | 9                                                             |
| ------------------------------------------------------------- | ------------------------------------------------------------- | ------------------------------------------------------------- | ------------------------------------------------------------- | ------------------------------------------------------------- | ------------------------------------------------------------- | ------------------------------------------------------------- | ------------------------------------------------------------- | ------------------------------------------------------------- | ------------------------------------------------------------- | ------------------------------------------------------------- |
| C                                                             | 16.352（−48）                                                 | 32.703（−36）                                                 | 65.406（−24）                                                 | 130.81（−12）                                                 | 261.63（0）                                                   | 523.25（+12）                                                 | 1046.5（+24）                                                 | 2093.0（+36）                                                 | 4186.0（+48）                                                 | 8372.0（+60）                                                 |
| C♯/D♭                                                         | 17.324（−47）                                                 | 34.648（−35）                                                 | 69.296（−23）                                                 | 138.59（−11）                                                 | 277.18（+1）                                                  | 554.37（+13）                                                 | 1108.7（+25）                                                 | 2217.5（+37）                                                 | 4434.9（+49）                                                 | 8869.8（+61）                                                 |
| D                                                             | 18.354（−46）                                                 | 36.708（−34）                                                 | 73.416（−22）                                                 | 146.83（−10）                                                 | 293.66（+2）                                                  | 587.33（+14）                                                 | 1174.7（+26）                                                 | 2349.3（+38）                                                 | 4698.6（+50）                                                 | 9397.3（+62）                                                 |
| D♯/E♭                                                         | 19.445（−45）                                                 | 38.891（−33）                                                 | 77.782（−21）                                                 | 155.56（−9）                                                  | 311.13（+3）                                                  | 622.25（+15）                                                 | 1244.5（+27）                                                 | 2489.0（+39）                                                 | 4978.0（+51）                                                 | 9956.1（+63）                                                 |
| E                                                             | 20.602（−44）                                                 | 41.203（−32）                                                 | 82.407（−20）                                                 | 164.81（−8）                                                  | 329.63（+4）                                                  | 659.26（+16）                                                 | 1318.5（+28）                                                 | 2637.0（+40）                                                 | 5274.0（+52）                                                 | 10548（+64）                                                  |
| F                                                             | 21.827（−43）                                                 | 43.654（−31）                                                 | 87.307（−19）                                                 | 174.61（−7）                                                  | 349.23（+5）                                                  | 698.46（+17）                                                 | 1396.9（+29）                                                 | 2793.8（+41）                                                 | 5587.7（+53）                                                 | 11175（+65）                                                  |
| F♯/G♭                                                         | 23.125（−42）                                                 | 46.249（−30）                                                 | 92.499（−18）                                                 | 185.00（−6）                                                  | 369.99（+6）                                                  | 739.99（+18）                                                 | 1480.0（+30）                                                 | 2960.0（+42）                                                 | 5919.9（+54）                                                 | 11840（+66）                                                  |
| G                                                             | 24.500（−41）                                                 | 48.999（−29）                                                 | 97.999（−17）                                                 | 196.00（−5）                                                  | 392.00（+7）                                                  | 783.99（+19）                                                 | 1568.0（+31）                                                 | 3136.0（+43）                                                 | 6271.9（+55）                                                 | 12544（+67）                                                  |
| G♯/A♭                                                         | 25.957（−40）                                                 | 51.913（−28）                                                 | 103.83（−16）                                                 | 207.65（−4）                                                  | 415.30（+8）                                                  | 830.61（+20）                                                 | 1661.2（+32）                                                 | 3322.4（+44）                                                 | 6644.9（+56）                                                 | 13290（+68）                                                  |
| A                                                             | 27.500（−39）                                                 | 55.000（−27）                                                 | 110.00（−15）                                                 | 220.00（−3）                                                  | 440.00（+9）                                                  | 880.00（+21）                                                 | 1760.0（+33）                                                 | 3520.0（+45）                                                 | 7040.0（+57）                                                 | 14080（+69）                                                  |
| A♯/B♭                                                         | 29.135（−38）                                                 | 58.270（−26）                                                 | 116.54（−14）                                                 | 233.08（−2）                                                  | 466.16（+10）                                                 | 932.33（+22）                                                 | 1864.7（+34）                                                 | 3729.3（+46）                                                 | 7458.6（+58）                                                 | 14917（+70）                                                  |
| B                                                             | 30.868（−37）                                                 | 61.735（−25）                                                 | 123.47（−13）                                                 | 246.94（−1）                                                  | 493.88（+11）                                                 | 987.77（+23）                                                 | 1975.5（+35）                                                 | 3951.1（+47）                                                 | 7902.1（+59）                                                 | 15804（+71）                                                  |

## 延伸閱讀
- Moore, B.C. & Glasberg, B.R. (1986) "Thresholds for Hearing Mistuned Partials as Separate Tones in Harmonic Complexes". Journal of the Acoustical Society of America, 80, 479–83.
- Parncutt, R. (1989). Harmony: A Psychoacoustical Approach. Berlin: Springer-Verlag, 1989.
- Schneider, P.; Sluming, V.; Roberts, N.; Scherg, M.; Goebel, R.; Specht, H.-J.; Dosch, H.G.; Bleeck, S.; Stippich, C.; Rupp, A. (2005). "Structural and Functional Asymmetry of Lateral Heschl's Gyrus Reflects Pitch Perception Preference". Nat. Neurosci.[需要完整来源] 8, 1241–47.
- Terhardt, E., Stoll, G. and Seewann, M. (1982). "Algorithm for Extraction of Pitch and Pitch Salience from Complex Tonal Signals". Journal of the Acoustical Society of America, 71, 679–88.